# Taridius sabahensis
Taridius (Perseus) sabahensis – gatunek chrząszcza z rodziny biegaczowatych i podrodziny Lebiinae.

## Taksonomia
Gatunek opisany został w 2003 roku przez Ericha Kirschenhofera.

## Opis
Chrząszcz o długości ciała od 8,5 do 9 mm. Od podobnego T. wrasei różni się większymi rozmiarami, czarną wewnętrzną kropką pokryw większą za środkiem i zawsze połączoną z wydłużoną plamką brzegową oraz ciemnymi międzyrzędami 6 i 8.

## Ekologia
Z gatunkiem tym występuje sympatrycznie Taridius wrasei.

## Występowanie
Gatunek ten występuje w malezyjskim Sabahu i na indonezyjskim Borneo.